# Retrato de Ugolino Martelli
El Retrato de Ugolino Martelli es una pintura del artista italiano Agnolo di Cosimo, conocido como Bronzino, ejecutado en 1536 o 1537. Se encuentra en la Gemäldegalerie de Berlín. El trabajo está firmado BRONZO FIORENTINO en el borde de la parte superior de la mesa.
Ugolino Martelli (1519-1592) fue un aristócrata florentino, humanista y lingüista, cuyo palacio puede ser visto como fondo del cuadro. Una estatua de mármol de David de la colección de la familia aparece al fondo. Era atribuido en la época a Donatello, mientras ahora es adscrito a Antonio o Bernardo Rossellino y datado aproximadamente entre 1461 a 1479. La referencia más temprana sobre la escultura se encuentra en los registros privados de Luigi d'Ugolino Martelli (el abuelo de Ugolino), en un inventario de sus posesiones empezado en 1488. Se conserva en la Galería Nacional en Washington D. C. El rey David abatiendo a Goliat era un símbolo tradicional de la libertad de la ciudad del Arno, y podría ser una alusión a la adhesión de Martelli al partido republicano de la ciudad.
En la mesa de trabajo del erudito se ve una copia de la Ilíada de Homero, en griego, girada hacia el espectador. El volumen está abierto a principios del noveno libro, la Embajada de Aquiles. Un segundo libro, del cual únicamente una esquina es visible, está inscrito MARO, indicando el poeta latino Publio Virgilio Maro más conocido como Virgilio. El brazo izquierdo de Ugolino sostiene un trabajo de Pietro Bembo, cuyos sonetos fueron escritos en lengua vernácula. Ugolino dio una lectura de Bembo y le conocería personalmente en 1539.

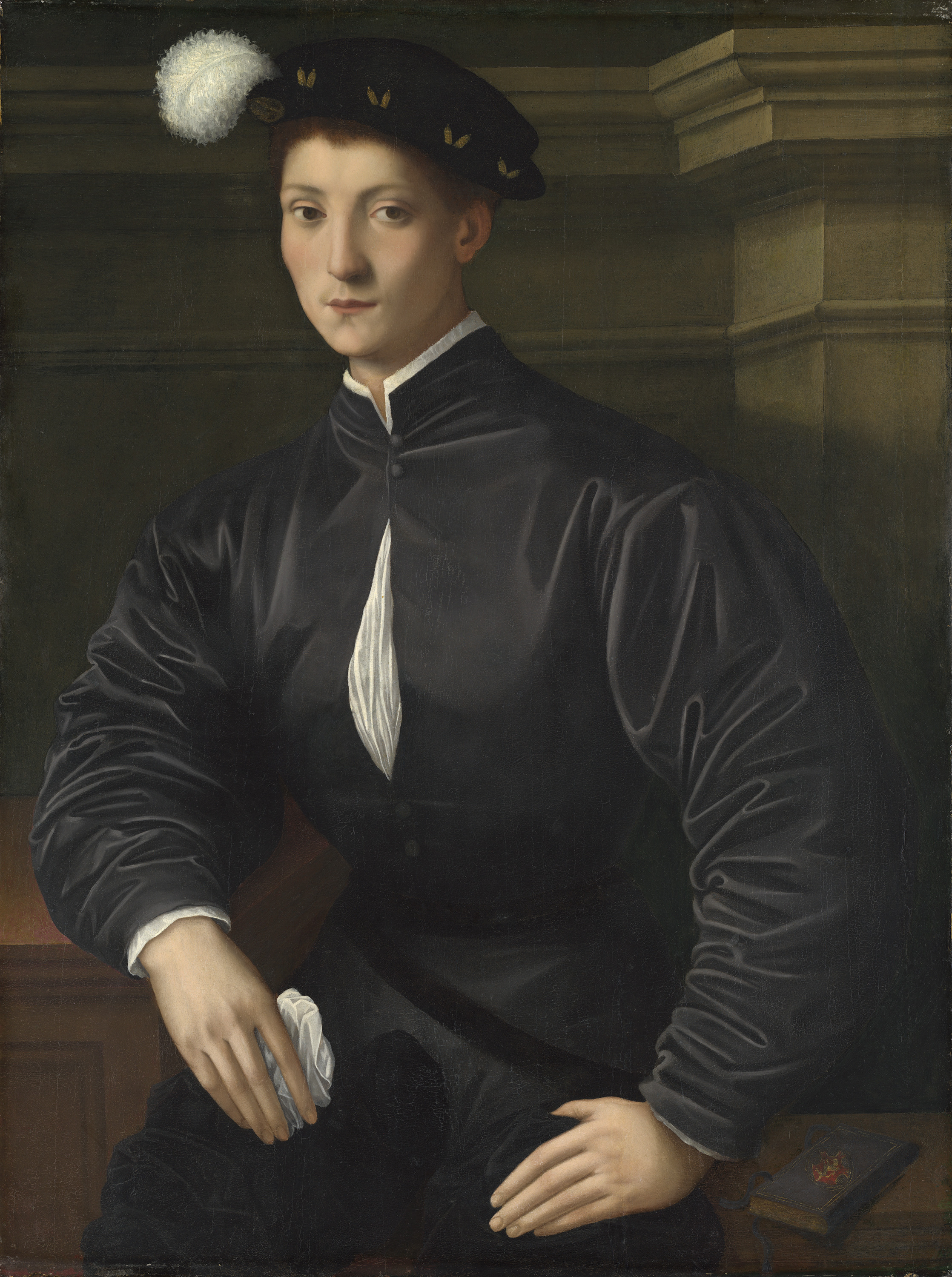
Retrato de Ugolino Martelli, óleo sobre tabla, 91,4 x 68 cm. Galería nacional de Arte, Washington D C.

Otro retrato de Ugolino Martelli se exhibe en la Galería Nacional de Arte en Washington D. C. Era atribuido a Pontormo, pero ahora se cree que es obra de un pintor estrechamente asociado.